# Josh Neer
Joshua Martin Neer (Des Moines, 24 de março de 1983) é um lutador de MMA dos Estados Unidos. Ele treina na Des Moines Mixed Martial Arts Academy em Des Moines, Iowa. Neer é treinado na MFS (Miletich Fighting Systems).

## MMA
Neer começoui a lutar MMA em 2002 no Toad Holler Fight Club. Sua carreira profissional iniciou-se em 15 de março de 2003 nocauteando o lutador Josh Kennedy.  Neer então venceu duas lutes seguidas até perder para Spencer Fisher por decisão não unânime. Apos essa derrota, Neer venceu suas outras dez lutas seguidas, incluindo o campeonato de Welterweight da XKK (Xtreme Kage Kombat).

### Ultimate Fighting Championship
Neer assinou com o UFC e perdeu sua primeira luta para Drew Fickett via finalização no Ultimate Fight Night.
Neer realizou tres lutes, vencendo duas, em eventos foram do UFC nesse período.
Ele Finalizou Melvin Guillard no Ultimate Fight Night 2 e bateu Joe Stevenson, ganhando a divisão de Welterweight do The Ultimate Fighter 2, e no Ultimate Fight Night 3. Neer então perdeu suas duas lutas seguintes, uma para Josh Burkman no UFC 61 e uma finalização por Nick Diaz no UFC 62.
Novamente fora do UFC, Neer conseguiu um score de 6–1 em suas lutes seguintes, retornando ao UFC para derrotar Din Thomas no UFC Fight Night: Florian vs. Lauzon. Ele perdeu para Nathan Diaz no evento principal do UFC Fight Night: Diaz vs. Neer, mas venceu no UFC Fight Night: Lauzon vs Stephens derrotando o vencedor do The Ultimate Fighter: Team Hughes vs. Team Serra, Mac Danzig, com um triangulo no segundo round.
Neer perdeu por decisão unânime contra Kurt Pellegrino. Durante a luta, Neer fez sinais de que Pellegrino não estava fazendo nada, e estava visivelmente cansado no final do terceiro periodo. Em seguida  Neer lutou contra Gleison Tibau substituindo Sean Sherk, que havia se machucado, no UFC 104 em 24 de outubro, mas perdeu a luta per decisão unânime. Neer depois foi dispensado do UFC.

### Pós-UFC
Em sua primeira luta apos deixar o UFC, Neer derrotou Matt Delanoit por TKO no MAX Fights DM Ballroom Brawl IV em Des Moines, Iowa, em 8 de janeiro. Ele seguiu com outra vitória no Shark Fights 8, vencendo o titulo dos pesos leves.

### Bellator Fighting Championships
No Bellator 17, Neer foi derrotado pelo campeão do pesos leves da Bellator, Eddie Alvarez com um mata leão aos 2:08 no segundo round.

## Vida
Neer possui uma filha.
No dia da confraternização universal, Neer foi preso pela policia de Des Moines, acusado de dirigir bêbado e fugir da polícia, entre outras acusações de trânsito.

## Cartel no MMA
| Cartel no MMA   |             |             |
| 53 lutas        | 36 vitórias | 16 derrotas |
| Por nocaute     | 21          | 3           |
| Por finalização | 11          | 5           |
| Por decisão     | 4           | 8           |
| Empates         | 1           | 1           |

| Res.    | Cartel  | Oponente             | Método                           | Evento                               | Data       | Round | Tempo | Local                      | Notas                                       |
| ------- | ------- | -------------------- | -------------------------------- | ------------------------------------ | ---------- | ----- | ----- | -------------------------- | ------------------------------------------- |
| Derrota | 36-16-1 | Anthony Smith        | TKO (cotoveladas)                | VFC 47                               | 14/01/2016 | 1     | 3:27  | Omaha, Nebraska            |                                             |
| Derrota | 36-15-1 | André Santos         | Decisão (unânime)                | Bellator 146                         | 20/11/2015 | 3     | 5:00  | Thackerville, Oklahoma     |                                             |
| Derrota | 36-14-1 | Paul Bradley         | Decisão (unânime)                | Bellator 129                         | 17/10/2014 | 3     | 5:00  | Council Bluffs, Iowa       |                                             |
| Vitória | 36-13-1 | Travis Coyle         | Finalização (armlock)            | VFC 43                               | 02/08/2014 | 1     | 1:37  | Ralston, Nebraska          | Ganhou o Título do VFC.                     |
| Vitória | 35-13-1 | Ron Jackson          | TKO (socos)                      | MCC 54: Grigsby vs. Morrow           | 27/06/2014 | 1     | 4:20  | Des Moines, Iowa           | Peso Casado (180 lbs).                      |
| Vitória | 34-13-1 | Anthony Smith        | Finalização (mata leão)          | VFC 41                               | 14/12/2013 | 3     | 3:48  | Ralston, Nebraska          |                                             |
| Derrota | 33-13-1 | Court McGee          | Decisão (unânime)                | UFC 157: Rousey vs. Carmouche        | 23/02/2013 | 3     | 5:00  | Anaheim, California        |                                             |
| Derrota | 33-12-1 | Justin Edwards       | Finalização (guilhotina)         | UFC on FX: Browne vs. Pezão          | 05/10/2012 | 1     | 0:45  | Minneapolis, Minnesota     |                                             |
| Derrota | 33-11-1 | Mike Pyle            | KO (soco)                        | UFC on FX: Johnson vs. McCall        | 08/06/2012 | 1     | 4:56  | Sunrise, Florida           |                                             |
| Vitória | 33-10-1 | Duane Ludwig         | Finalização Técnica (guilhotina) | UFC on FX: Guillard vs. Miller       | 20/01/2012 | 1     | 3:04  | Nashville, Tennessee       |                                             |
| Vitória | 32-10-1 | Keith Wisniewski     | TKO (interrupção médica)         | UFC Live: Cruz vs. Johnson           | 01/10/2011 | 2     | 5:00  | Washington, D.C.           |                                             |
| Vitória | 31-10-1 | Blas Avena           | TKO (socos e cotoveladas)        | Superior Cage Combat 2               | 20/08/2011 | 1     | 2:54  | Las Vegas, Nevada          |                                             |
| Vitória | 30-10-1 | Jesse Juarez         | TKO (lesão)                      | SF 16 - Neer vs. Juarez              | 25/06/2011 | 1     | 5:00  | Odessa, Texas              | Defendeu o Título Interino do Shark Fights. |
| Vitória | 29-10-1 | Andre Kase           | TKO (socos)                      | WWFC 2 - Neer vs. Case               | 09/04/2011 | 1     | 0:20  | Clive, Iowa                |                                             |
| Vitória | 28-10-1 | Jesse Finney         | Finalização (guilhotina)         | Fight Me 1: The Battle Begins        | 14/08/2010 | 1     | 4:09  | St. Louis, Missouri        | Peso Casado (175 lbs).                      |
| Derrota | 27-10-1 | Eddie Alvarez        | Finalização Técnica (mata leão)  | Bellator 17                          | 06/05/2010 | 2     | 2:08  | Boston, Massachusetts      | Peso Casado (160 lbs).                      |
| Vitória | 27-9-1  | Anselmo Martinez     | Finalização (mata leão)          | Shark Fights 8: Super Brawl          | 05/02/2010 | 1     | 3:05  | Lubbock, Texas             | Ganho o Título Interino do Shark Fights.    |
| Vitória | 26-9-1  | Matt Delanoit        | KO (socos)                       | Max Fights IV                        | 08/01/2010 | 1     | 2:53  | Des Moines, Iowa           |                                             |
| Derrota | 25–9–1  | Gleison Tibau        | Decisão (unânime)                | UFC 104: Machida vs. Shogun          | 24/10/2009 | 3     | 5:00  | Los Angeles, California    | Peso Casado (157 lbs).                      |
| Derrota | 25–8–1  | Kurt Pellegrino      | Decisão (unânime)                | UFC 101: Declaration                 | 08/08/2009 | 3     | 5:00  | Philadelphia, Pennsylvania |                                             |
| Vitória | 25–7–1  | Mac Danzig           | Finalização (triângulo)          | UFC Fight Night: Lauzon vs. Stephens | 07/02/2009 | 2     | 3:36  | Tampa, Florida             | Luta da Noite.                              |
| Derrota | 24–7–1  | Nate Diaz            | Decisão (dividida)               | UFC Fight Night: Diaz vs. Neer       | 17/09/2008 | 3     | 5:00  | Omaha, Nebraska            | Luta da Noite.                              |
| Vitória | 24–6–1  | Din Thomas           | Decisão (unânime)                | UFC Fight Night: Florian vs. Lauzon  | 02/04/2008 | 3     | 5:00  | Broomfield, Colorado       |                                             |
| Vitória | 23–6–1  | Nick Sorg            | Finalização (armlock)            | C3 – Smokey Mountain Showdown        | 27/10/2007 | 1     | 2:16  | Cherokee, North Carolina   |                                             |
| Vitória | 22–6–1  | Paul Rodriguez       | TKO (socos)                      | GreenSparks: Full Contact Fighting 5 | 27/07/2007 | 1     | 1:39  | Des Moines, Iowa           |                                             |
| Derrota | 21–6–1  | Mark Miller          | KO (soco)                        | IFL - Chicago                        | 19/05/2007 | 1     | 0:54  | Chicago, Illinois          | Luta nos Leves.                             |
| Vitória | 21–5–1  | Tyson Burris         | Finalização (socos)              | FSG – Coliseum Carnage               | 08/04/2007 | 1     | 2:31  | Ames, Iowa                 |                                             |
| Vitória | 20–5–1  | Mark Gearhart        | TKO (socos)                      | Greensparks: Full Contact Fighting 3 | 17/03/2007 | 1     | 0:21  | Iowa                       |                                             |
| Vitória | 19–5–1  | TJ Waldburger        | TKO (socos)                      | IFC - Road to Global Domination      | 04/03/2007 | 1     | 0:24  | Belton, Texas              |                                             |
| Vitória | 18–5–1  | Butch Hajicek        | Finalização (socos)              | MCC 5: Thanksgiving Throwdown        | 22/11/2006 | 1     | 2:30  | Des Moines, Iowa           |                                             |
| Derrota | 17–5–1  | Nick Diaz            | Finalização (kimura)             | UFC 62: Liddell vs. Sobral           | 26/08/2006 | 3     | 1:42  | Las Vegas, Nevada          |                                             |
| Derrota | 17–4–1  | Josh Burkman         | Decisão (unânime)                | UFC 61: Bitter Rivals                | 08/07/2006 | 3     | 5:00  | Las Vegas, Nevada          |                                             |
| Vitória | 17–3–1  | Joe Stevenson        | Decisão (unânime)                | UFC Fight Night 4                    | 06/04/2006 | 3     | 5:00  | Las Vegas, Nevada          |                                             |
| Vitória | 16–3–1  | Melvin Guillard      | Finalização (triângulo)          | UFC Fight Night 3                    | 16/01/2006 | 1     | 4:20  | Las Vegas, Nevada          | Luta da Noite.                              |
| Vitória | 15–3–1  | Alex Carter          | TKO (socos)                      | Xtreme Kage Kombat                   | 23/11/2005 | 1     | 3:43  | Des Moines, Iowa           |                                             |
| Derrota | 14–3–1  | Nick Thompson        | Finalização (mata leão)          | Extreme Challenge 64                 | 15/10/2005 | 2     | 0:00  | Osceola, Iowa              |                                             |
| Vitória | 14–2–1  | Forrest Petz         | Finalização (triângulo)          | FFC 15: Fiesta Las Vegas             | 14/09/2005 | 1     | 3:25  | Las Vegas, Nevada          |                                             |
| Derrota | 13–2–1  | Drew Fickett         | Finalização (mata leão)          | UFC Fight Night                      | 06/08/2005 | 1     | 1:35  | Las Vegas, Nevada          |                                             |
| Vitória | 13–1–1  | Todd Kiser           | Finalização (socos)              | Extreme Challenge 62                 | 18/06/2005 | 1     | 1:41  | Council Bluffs, Iowa       |                                             |
| Vitória | 12–1–1  | Mark Andrew Long     | KO (soco)                        | Xtreme Kage Kombat                   | 20/05/2005 | 1     | 0:00  | Des Moines, Iowa           |                                             |
| Vitória | 11–1–1  | Jay Jack             | Decisão (unânime)                | Extreme Challenge 61                 | 22/04/2005 | 3     | 5:00  | Medina, Minnesota          |                                             |
| Vitória | 10–1–1  | Derrick Noble        | Finalização (triângulo)          | XKK – Des Moines                     | 19/03/2005 | 1     | 0:00  | Des Moines, Iowa           |                                             |
| Vitória | 9–1–1   | Terrance Reasby      | TKO (socos)                      | Downtown Destruction 2               | 02/02/2005 | 2     | 0:52  | Des Moines, Iowa           |                                             |
| Vitória | 8–1–1   | Mark Bear            | TKO (joelhadas)                  | Victory Fighting Championships 8     | 27/11/2004 | 3     | 3:40  | Council Bluffs, Iowa       |                                             |
| Vitória | 7–1–1   | David Gardner        | TKO (socos)                      | Xtreme Kage Kombat                   | 30/10/2004 | 1     | 0:00  | Des Moines, Iowa           |                                             |
| Vitória | 6–1–1   | Anthony Macias       | TKO (socos)                      | FFC 11: Explosion                    | 10/09/2004 | 1     | 0:41  | Biloxi, Mississippi        |                                             |
| Vitória | 5–1–1   | Fred Leavy           | TKO (socos)                      | Xtreme Kage Kombat                   | 07/08/2004 | 1     | 0:00  | Des Moines, Iowa           |                                             |
| Vitória | 4–1–1   | Kyle Jensen          | Finalização (armlock)            | Extreme Challenge 57                 | 06/05/2004 | 3     | 1:04  | Council Bluffs, Iowa       |                                             |
| Derrota | 3–1–1   | Spencer Fisher       | Decisão (dividida)               | Victory Fighting Championships 7     | 06/03/2004 | 3     | 5:00  | Council Bluffs, Iowa       |                                             |
| Vitória | 3–0–1   | Joe Chalow           | Decisão (unânime)                | Xtreme Kage Kombat                   | 07/02/2004 | 3     | 3:00  | Curtiss, Wisconsin         |                                             |
| Empate  | 2–0–1   | Joe Jordan           | Empate                           | American Fighting Association        | 17/01/2004 | 3     | 3:00  | Fort Dodge, Iowa           |                                             |
| Vitória | 2–0     | Royce Fredrick Lueck | TKO (socos)                      | Absolute Ada Fights 4                | 13/09/2003 | 1     | 1:31  | Ada, Minnesota             |                                             |
| Vitória | 1–0     | Josh Kennedy         | TKO (slam)                       | Gladiators 20                        | 15/03/2003 | 1     | 3:41  | Des Moines, Iowa           |                                             |